# آرک ریسورسز
آرک ریسورسز (به انگلیسی: ARC Resources) یکی از شرکت‌های ممتاز کانادا در عرصه نفت و گاز است. عملیات این شرکت در پنج حوزه اصلی در سراسر غرب کانادا متمرکز شده‌است.
آرک ریسورسز در سال ۱۹۹۶ تأسیس گردیده و سهام آن با ارزش اولیه ۱۸۰ میلیون دلار در بازار بورس تورنتو ارائه شده‌است.